# Pierre Kunc
Pierre Kunc (* 28. Oktober 1865 in Toulouse; † 29. Dezember 1941 ebenda) war ein französischer Organist und Komponist.
Der Sohn des Organisten Aloys Kunc und Bruder des Komponisten Aymé Kunc studierte an der École Niedermeyer Komposition bei Ernest Guiraud und Orgel bei Eugène Gigout. Er setzte dann seine Ausbildung am Conservatoire de Paris fort. Er wirkte als Organist und Kapellmeister an der Kathedrale von Versailles und dann an verschiedenen Kirchen von Paris, darunter Saint-Eugène und Notre-Dame-de-Bercy. 1928 wurde er schließlich Kapellmeister an St-Sulpice.
Kunc gewann 1903 den Concours de la Ville de Paris, erhielt im Folgejahr den Preis des Kultusministeriums sowie 1908 den Prix Trèmont. Er trat als Komponist kirchenmusikalischer Werke (für Orgel und Harmonium) hervor.